# DCユニバース
DCユニバース（DC Universe, DCU）は、DCコミックスが発行するアメリカン・コミックスのタイトルのほとんどのストーリーの舞台となっている架空宇宙である。
スーパーマン、バットマン、ワンダーウーマン、マーシャン・マンハンター、フラッシュ、グリーン・ランタン、アクアマンなどのDCスーパーヒーローや、ジャスティスリーグなどのチームがこの宇宙に存在している。また、レックス・ルーサー、ジョーカー、シネストロ、リバースフラッシュ、ダークサイド、ゾッド将軍、ペンギン、リドラー、キャットウーマン、ラーズ・アル・グール、ベイン、トゥーフェイスなどの有名なスーパーヴィランも登場する。文脈上、「DCユニバース」という言葉は通常、DCのメインコンティニュイティを指す。
「DCマルチバース」とは、DCコミックスの出版物に登場するすべての連続性を集めたものを指す。マルチバースの中で、メインのDCユニバースは様々な名称で呼ばれているが、近年では「プライム・アース」（「アース・プライム」とは異なる）または「アース0」と呼ばれている。
メインのDCユニバースとそれに関連する別の現実は、コミックブックで初めて共有されたユニバースとして始まり、すぐに連続映画やラジオドラマなどの他のメディアにも適用された。その後、数十年の間に、これらのメディア間の連続性はますます複雑になり、あるストーリーラインやイベントは、キャラクターの歴史の混乱した部分を単純化したり、合理化したりするためにデザインされた。

## 歴史

### ゴールデン・エイジ
DCコミックスのキャラクターが同じ世界に共存しているという事実は、『オール・スター・コミックス』#3（1940年）で、複数のスーパーヒーロー（それまでのシリーズでは別々のストーリーで主演していた）がジャスティス・ソサエティ・オブ・アメリカと名付けられたグループの中で出会ったことで初めて確立された。その後、ジャスティス・ソサエティは、メジャーリーグのナショナル・リーグとアメリカン・リーグをヒントに設立された「ジャスティス・リーグ・オブ・アメリカ」として再登場した。しかし、National/DCの出版物の大部分は、最初の数十年間、お互いに継続性を保つことをほとんど意識せずに書かれ続けた。

### シルバー・エイジ
DCはその出版の歴史の中で、異なるバージョンのキャラクターを登場させ、時には以前のバージョンが存在しなかったかのように見せてきた。例えば、1950年代後半に登場したフラッシュ、グリーン・ランタン、ホークマンは、似たような力を持っているが、名前も個人的な歴史も異なる。同様に、バットマンのように、1940年代の初期の冒険と、1970年代のまだ若い男性が登場するストーリーを簡単には両立させることができないキャラクターもいた。そこで、『フラッシュ』#123（1961年）では、シルバー・エイジのフラッシュとゴールデン・エイジのフラッシュが出会うマルチバースというアイデアを導入した。相反するストーリーを「共存」させるだけでなく、異なるバージョンのキャラクターが出会い、さらにはチームを組んで宇宙をまたぐ脅威に立ち向かうことができるようになった。作家は特定の宇宙に「アース-1」、「アース-2」などの呼称をつけ、時にはキャラクター自身もその呼称を使用した。アース-1は、この出版時代の主要な世界である。

### 『クライシス・オン・インフィニット・アース』
年々、出版点数が増え、過去のストーリーが蓄積されていくと、内部の整合性を保つことが難しくなってきた。売り上げが減少する中で、人気のあるキャラクターの現状維持は魅力的であった。しかし、DCの編集者たちは、複数の地球の連続性を把握することは困難であり、新しい読者を獲得する上での障害になると考えた。そこでDCは、1985年に『クライシス・オン・インフィニット・アース』という宇宙をまたぐミニシリーズを発表し、宇宙とキャラクターを統合して、多元宇宙を「単一の歴史を持つ無名の宇宙」に縮小した。
しかし、すべての本がクライシス後に再起動したわけではない。例えば、スーパーヒーロー軍団の本は、クライシス前のアース‐1の歴史がまだ彼らの過去であるかのように振舞っており、この点はミニシリーズ『コズミック・ボーイ』で強調された。また、DCがそれまで使用していた、連続性の不具合や、後のライターが無視したいストーリーラインに対処するための仕組み（アースBとEが存在するようになった経緯）も取り除かれ、その結果、ホークマンのようなキャラクターの説明が複雑になってしまった。
『ゼロ・アワー』のリミテッド・シリーズ（1994年）は、タイムラインを修正し、DCユニバースの歴史を書き換える機会となった。しかし、ウェイブライダーの脚本家たちは、すべての別の歴史が消去されたとしながらも、タイムライン上に『アーマゲドン2001』の物語があるため、複数のタイムラインを機能させる必要があり、この作品は最初から失敗に終わった。
その結果、1980年代以降、ほぼ10年に一度、DCユニバースは大きな危機を経験し、新バージョンのキャラクターによるいくらかの変更がユニバース全体のリブートとして登場し、名目上すべてのキャラクターが新しく近代化された人生に再出発することになる。
一方、DCは「エルスワールヅ」と呼ばれる、キャラクターの別バージョンを紹介する物語を時折発表してきた。ある作品では、ブルース・ウェインがグリーンランタンとして活躍する物語が描かれている。また、「スーパーマン: スピーリング・ブラッツ」では、幼いスーパーマンを地球に連れてきたロケット船が、ケンツ家ではなくゴッサムシティのウェイン家に発見されたという話もある。
1999年、『キングダム』はハイパータイムと呼ばれる古いマルチバースの概念を再導入した。ハイパータイムでは、基本的にキャラクターや世界の別バージョンが再び登場する。このプロセスは、アラン・ムーアのメタコミック『スーパーマン: ストーリー・オブ・ザ・イヤー』（1997年）にインスパイアされたものと思われる。
『コンバージェンス』（2015年）のクロスオーバーでは、同シリーズのヒーローたちがマルチバースの崩壊を防ぐために時間を遡った後、クライシスの出来事が公式に修正された。しかし、ブレイニアックは「それぞれの世界は進化しているが、すべての世界はまだ存在している」と述べている。現在、過去のすべての世界やタイムラインが存在していることが確認されており、クライシス以前の無限の多元宇宙、崩壊した地球、ニュー52以前の52世界のマルチバースなど、現在複数の多元宇宙が存在していることさえ確認されている。

### 『インフィニットクライシス』
『インフィニット・クライシス』（2005年-2006年）では、DCユニバースが新たな変化を遂げて再構築された。リミテッド・シリーズ「52」（2006-2007年）では、「アース-0」を主要な地球とする新たな多元宇宙が存在することが明らかになった。

### ザ・ニュー52
2011年のDCユニバースのリブートは、DCの出版イベント、ニュー52」と同時期に行われ。このイベントでは、出版社は進行中のタイトルをキャンセルし、改訂された連続性の中で設定された52冊の新刊本を再発売した。これは、既存の連続性のジャンプオフ点となったクロスオーバー・ストーリー『フラッシュポイント』の完結を受けたものである。宇宙的な多くの変更は、キャラクターをより現代的で親しみやすいものにすることを目的としているが、変更の範囲はキャラクターによって異なる。バットマンのように、圧縮されながらもその歴史がほぼそのまま残されているものもあれば、荒々しく異なる歴史や外見を与えられたものもある。DCは、2015年夏に出版物への「ザ・ニュー52」ロゴの掲載を中止した。これは、DCマルチバースの歴史とその様々なインカーネーションを祝うクロスオーバーイベント「コンバージェンス」の開催に合わせたものである。

### DCリバース
2016年2月、DCは自社タイトルのラインアップを一新する「DCリバース」構想を発表し、2016年6月に開始した。2016年5月25日に発売された80ページのワンショットを皮切りに、『アクション・コミックス』と『ディテクティヴ・コミックス』が以前のナンバリング（それぞれ#957と#934）に戻ること、すべての書籍が2.99米ドルで発売されること、複数の書籍が月2回の発売スケジュールに移行すること、多くの既存タイトルが新しい#1でリローンチすること、そしていくつかの新タイトルが発売されることも発表された。DC は、『グリーン・ランタン: リバース』と『ザ・フラッシュ: リバース』を、DCユニバースの再生と称されるこのイニシアチブの基礎となる例として使用した。DCリバースは、「ニュー52」で失われたレガシーなどのフラッシュポイント以前の概念を再導入し、アクション・コミックス #1以降、ザ・ニュー52までに出版されたすべての作品をベースにしている。

### DCユニバース
2017年10月、DCは、2017年12月にタイトルからリバースのブランドとロゴを廃止し、すべてをDCユニバースとして単一の包括的なタイトルでリリースすることを明らかにした。 ニュー・エイジ・オブ・ヒーローズのインプリントのリリースと同時に、ダン・ディディオは次のように説明した。「私たちは、これがすべてのDCユニバースであることを明確にしたいと思っている...。リバースは現在のDCUのほとんどを占めている。「リバースを本から外している間も、リバースが確立した方向性を踏襲している」。 また、タイトルには新しいトレードドレスが導入された。「より大きなDCユニバースと明確に結びついている」タイトルには、「DCUロゴ」に加えて、キャラクターのアイコンが描かれたコーナーボックスが設けられ、タイトルファミリーを識別できるようになっている。『インジャスティス: ゴッズ・アマング・アス』や『DCバムシェルズ』などのDCU以外のタイトルには、単にDCのロゴが入っている。また、「ヤング・アニマル」は今後も独立したタイトルラインとして継続していくことを明言した。

### インフィニット・フロンティア
2021年、DCは現在進行中の月刊スーパーヒーロー・コミックのタイトルを一斉に刷新することを発表した。また、多くのミニシリーズやワンショットも発表された。これは、DCリバースのリローンチに続くものである。

## 解説
DCユニバースの基本コンセプトは、「現実世界と同じように、スーパーヒーローやスーパーヴィランが存在している」である。しかし、その基本コンセプトが意味する正当性に起因する付随的な違いもある。キューラック、ブラタヴァ、ザンディアなど、多くの架空の国が存在する。アメリカを舞台にした物語が多いが、ゴッサム・シティやメトロポリスなどの架空の都市が舞台になっていることも多い。ゴッサム・シティは大都会の負の側面を、メトロポリスは正の側面を表現している。感覚を持った異星人（クリプトニアンズやタナガリアンズなど）や、星間社会が機能していることは一般的に知られており、異星人の宇宙船が到着することも珍しくない。人工知能のように現実世界では理論上のものでしかない技術や、超光速移動のように現代科学では全く不可能な技術も、機能的で再現可能であるが、それらはしばしば高度に実験的で実現が難しいものとして描かれている。実証可能な魔法は存在し、学ぶことができる。架空の世界の一般的な歴史は、現実の世界と似ているが（例えば、ローマ帝国が存在し、第二次世界大戦と9.11が起きた）、アトランティスの存在が知られているなど、多くの幻想的な追加要素が存在する。近年では、第三次世界大戦が起きたり、2000年にレックス・ルーサーがアメリカ大統領に選出されたり、都市や国が丸ごと破壊されたりと、DCユニバースが現実から離れていくような出来事が描かれることが増えている。他にも、地球の大きさが現実のものより少し大きい（国が増えたため）、土星の月が19個ではなく18個なのはスーパーマンが1個破壊したため、などの細かい設定がある。

### ニュー・アース
ニュー・アースとは、スーパーマンが成長するスモールヴィルや、ブルース・ウェインがバットマンになって両親の仇を討つゴッサム・シティなど、DCユニバースの主要なストーリーブックの登場人物たちが住む地球のような故郷の惑星のこと。この新しい地球は、より大きなDCユニバースとDCマルチバースの一部である。
元々はファースト・クライシスで誕生したが、フラッシュポイント・コンバージェンスの影響で存在が抹消され、「プライム・アース」に置き換えられたと言われている。『スーパーマン リボーン』の終盤では、「ニュー・アース」と「プライム・アース」のタイムラインが1つの現実になっている。

### スーパーヒーロー
地球上の超人の多くは、危険な物質や力にさらされると超能力を発揮するという、原因不明の遺伝的特徴である「メタジーン」にその力を借りている。また、魔法や遺伝子操作（または突然変異）、バイオニクス（後述）によって力を得ている者もいる。ほとんどのスーパーヒーローと一般人の間には大きなパワーギャップがある。また、人間ではないことで力を得ている人もいる（下記の人種を参照）。また、スーパーヒーローやスーパーヴィランの中には、超人的な力を全く持っていないが（例えば、バットマン、ロビン、グリーン・アロー、スピーディ(DCコミックス)など）、特殊な装備や、武術などの特殊技能を「人間の可能性の絶対的な限界まで」訓練することで、その効果を発揮する者もいる。
人間がコスチュームを身につけて犯罪に立ち向かうようになったのは、1930年代のことである。最初のスーパーヒーローは、クリムゾン・アベンジャーやザ・サンドマンなどのキャラクターだった。1940年11月には、初のスーパーヒーローチーム「ジャスティス・ソサエティ・オブ・アメリカ」が結成された。第二次世界大戦中、アメリカを枢軸国から守るために、アメリカのすべてのヒーローがオールスター・スクワドランとして結束した。しかし、アドルフ・ヒトラーの魔法（「聖槍」と「聖杯」）により、最強のヒーローたちは枢軸国の領土に入ることができず、スーパーヒーローたちが連合国の領土で防衛活動を行う一方で、ロック軍曹のような普通の人間が中心となって、戦争の攻撃部分を戦うことになった。戦後、JSAは偏執狂的な非米活動委員会の圧力を受けて解散した。その後も様々なタイプのヒーローが活躍したが（主に「チャレンジャーズ・オブ・ジ・アンノウン」や「探偵チムプ」などの非コスチューム系）、新世代のコスチュームヒーローが活躍したのはスーパーマンの公然デビュー以降であった。その後すぐにジャスティス・リーグ・オブ・アメリカが結成され、地球上で最も優れたスーパーヒーロー・チームであり続けている。ほとんどのDCヒーロー（ティーン・タイタンズなど）は、いずれかの時点でリーグに所属していたか、またはつながりがある。
一般的に、スーパーヒーローは全知全能に近い力を必要としない。さらに、メジャーなヒーローや宇宙の存在には、明確な弱点がある。例えば、スーパーマンは魔法やクリプトナイト、赤い日差しに弱く、グリーン・ランタンは当初、木や黄色が苦手だった（現在はほぼ克服されている）。また、バットマンは超人的な力を持たず、鋭い知性と絶え間ない訓練、そして特殊な技術でそれを補っている。
スーパーマンやフラッシュなどのスーパーヒーローは、一般の人々に受け入れられ、賞賛されているが、一部の人々は「超人」には消極的に対処しなければならないと考えている。そこで、国境を越えて犯罪に立ち向かうスーパーヒーローを支援するために、「ドーム」と呼ばれる組織が結成され、グローバル・ガーディアンズと呼ばれるスーパーヒーロー・グループがその主なエージェントとなった。しかし、国連の支援を受けていたドームは、より有名なジャスティス・リーグに最終的に負けてしまった。一般的にDCコミックは、『ウォッチメン』のプロットやバットマンのように、1980年代から90年代前半にかけてダークユーモアのスタイルで、自分たちのチームや組織のパロディを展開してきた。ドゥーム・パトロールやジャスティス・リーグ・インターナショナルのようなスーパーヒーロー・チームでは、作家たちは、力の強いエゴが人格を支配するという独自のバージョンで、記号的なダーク・ユーモアのより繊細なアプローチをしていた。
しかし、アメリカ政府はもっと慎重な姿勢をとっていた。第二次世界大戦中、アメリカ政府は「プロジェクトM」を開始し、クリーチャー・コマンドーズのような実験的な兵士を作って戦争に参加させた。これらの実験のほとんどは一般には秘密にされている。現在、政府はDEO（デパートメント・オブ・エクストラノーマル・オペレーション）や、最近ではA.R.G.U.S.を通じて、超人や類似の存在に対処している。非公式には、「チェックメイト」と呼ばれるコスチュームを着た（しかし超人ではない）エージェントの組織を使っている。また、政府は「ブラック・オプス」のためにタスク・フォースX（「スーサイド・スクワッド」として知られる）を結成した。ほとんどのメンバーは、捕らえられたスーパーヴィラン（つまり消耗品）であり、強く「奨励」されて加入した（しばしば、極めて危険な任務を生き延びた場合には恩赦が与えられる）。
追いやられた人格は、しばしばDCUのスーパーヴィランの世界に追いやられる。彼らは通常、強盗や誘拐、窃盗に精通している。力の弱いヴィランは、並外れた複雑な計画を立てるが、その単純な才能のために、バットマンのような無力なスーパーヒーローやブースター・ゴールドのような劣ったスーパーヒーローの注意を引くだけである。逮捕された場合、これらの悪役を収容するのに十分な刑務所が適している。より強力な悪役は、世界征服や（世間や悪役仲間からの）普遍的な称賛など、より大きな目標に向かって挑戦する。通常、より強力な敵は、銃弾、電気、毒物などでは簡単に殺せないため、ベルレーブ刑務所（タスクフォースXの本部でもある）や、異次元や宇宙空間など、最大級の施設に収監される。
スーパーヴィランも独自のグループを作ることがあるが、ほとんどのヴィランはお互いを信用していないので、短命に終わることが多い。このようなチームの多くは、カリスマ的で恐ろしい犯罪者の黒幕が特定の目的のために結成したものであり、その例としてシークレット・ソサエティ・オブ・スーパーヴィランズがあり、いくつかのバージョンが存在する。ほとんどのヴィランチームは小規模で、セントラル・シティやローグス (コミックス)のように個人的に知り合いが集まって結成されたり、その他の理由で協力し合ったりしている（H.I.V.E.のような傭兵グループ、コブラ (DCコミックス)のような狂信的なカルト集団など）。

### 先進技術
現実に存在する技術よりも高度な技術は存在するが、通常は非常に高価であり、富裕層や権力を持つ個人や組織（またはそれらを創造した天才科学者）のみが利用できるのが普通である。S.T.A.R.ラボはこれらの装置を開発する独立した研究機関であり、レックスコープは装置を販売する主要企業である。また、政府は秘密のプロジェクト・カドモス（メトロポリス近郊の山中にある）を運営し、一般人に知られることなくクローンや遺伝子操作の開発を行っている。テクノロジーは、宇宙や異なる時間軸からもたらされることもある。アポコリプスの武器は、メトロポリスでインターギャングと呼ばれる犯罪組織によく売られている。
サイボーグを含むロボットやそれに類する創造物は、感覚を持った存在として作られた場合、優れた知能を持つことがある。マンハンターズ、メタルメン、レッドトルネード、ロボットマン、アワーマン、メタロなどはその一例である。これらの「生物」は、科学者のT・O・モロー教授（レッドトルネードの製作者）、ウィル・マグナス博士（メタルメンの製作者）、アイヴォ教授（レックスコープが開発したナノテクノロジーを使ってアマゾなどの高度なアンドロイドを製作した）のような、膨大な知性を持った人物によって作られることがほとんどである。ブレイニアックもまた、これらの技術や他の世界の技術を模倣している。同様に、スティールやサイボーグ、ザーボーグ・スーパーマンのように、テクノロジーを使ってアーマーを強化したり、サイバネティックな機能を変更したりするキャラクターもいる。

### 隠されたレース
地球上には、最近まで一般の人が知らなかった知的種族がいくつか住んでいる。その中には、テミスキラやバナ・ミグダルのアマゾン人や、アトランティスの最後の生き残りで、人間のようなポセイドン人や人魚のようなトリトニア人など、水を吸う姿に変化した種族がいる。また、プロジェクト・カドモスの被験者で、メトロポリスの地下にあるアンダーワールドに逃げ込んだウォーワールド人などもいる。また、アフリカに隠された不可視の都市ゴリラ・シティには、高度な知性とテレパシーを持つゴリラの部族が住んでおり、ゴリラ・グロッドの本拠地となっている。
天使のような存在、時間軸を操る存在、実験的な奇形、次元生物など、作られた特定の生物は、単に含まれていないため、隠れた人種とはみなされない。しかし、それはDCユニバースにおいて、ほとんどのモンスターがあまり重要な役割を果たしていないからである。ザ・ウォー・ザット・タイムフォアゴット」の恐竜島やスカルタリスなどのプロットは、DCユニバースが仕掛ける実験のほんの一例に過ぎないが、DCコミックにおけるその役割は、他の会社と比較して軽視されているため、地球出身の種族として含まれている。マーベル・コミックでは東洋化の影響が顕著に見られるが、DCコミックでは誇張されている。DCコミックスは、誇張されていたり、影響を受けていなかったり、コミカルなパロディの信念に支えられていたりしる。例えば、エイリアンであるモンスターガールのストーリーラインや、モンスターに変身した10代の引きこもりとしての豊かなライフスタイル、あるいは地球にやってきた概念上の天国からの天使のような異次元の存在であるアスモデルの目的などである。したがって、これらの特殊な人種は隠れた存在ではなく、異星人であり超次元的な存在であると考えられる。

### エイリアン
地球外の知的種族も数多く存在する。不思議なことに、その多くはヒューマノイド、あるいは人間のような形態をしており（クリプトニアンズのように、外見は地球生まれの人間と同じである）、中には地球人と交配できる種族もいる。これらの種族の中には生まれつきの超能力を持つものもあるが、地球の超人とは異なり、同じ種族であれば大抵は同じ力を持っている。これは、地球の遠い過去に火星人が人体実験を行い、メタヒューマンの可能性を厳しく淘汰したことによる。つまり、タマラニア人やクリプトニアン人のように幅広い力を持つはずだった種族が、「ただの人間」になってしまったということだ。しかし、非人間的な種族も数多く存在する。
DCユニバースでは、異星人の文明に多くの自然災害や宇宙災害が起きている。火星人は戦争で、クリプトン人は死にかけた惑星が爆発して、ツァールニア人は疫病で破壊された。マキシマ帝国でさえ、インペリエックスによる破壊が迫っていた。
銀河系の秩序を保っているのは、平和維持組織ガーディアンズ・オブ・ザ・ユニバースとそのエージェントであるグリーン・ランタン・コァである。ライバルとなるには、ガーディアンのライバルである犯罪組織としては、コントローラーズが作ったダークスターズや、惑星間の傭兵組織であるL.E.G.I.O.N.などがある。
ほとんどのエイリアンは、太陽系の近くや天の川銀河に起源を持つ異なる惑星から来ているが、マーベル・ユニバースとは異なり、太陽系内にはエイリアンのコロニーが一般的である。ドミネーターズは、惑星から遺伝子資源を採取するために、未知の宇宙のほとんどを支配する帝国主義的なテロリスト・エイリアンの種族である。このカーストはドミニオンと総称されている。辺境の銀河にいる他のエイリアンは、クンド、ゴダニアン、タナガリアン、スパイダーギルド、そして最近ではリーチのようなアルマダを支配している。DC宇宙の大部分はグリーン・ランタン隊、そして後にはユナイテッド・プラネッツによって取り締まられているが、ほとんどの不正な種族は既知の宇宙を征服しようと努力している。
変わったところでは、ヴェイガン星系がある。ガーディアンはパッションとの取り決めにより、そのシステムに介入することはなかったため、「シタデル」と呼ばれる残酷な帝国が支配していたが、オメガマンによって打倒された。

### コスミック・エンティティ
プレゼンスはDCユニバースの神であり、すべての現実を創造した。また、創造物の中で最も強力な存在である。
DCユニバースには、エネルギー操作や魔法の能力、あるいは技術的な進歩によって、神のような力を持つ劣等生が何人かいる。DCユニバースでは、魔法や超自然現象はしばしば実在するものとして描かれているが、ミスター・テリフィックのような懐疑的な人たちは、そうした出来事のすべてに科学的な説明があると主張している。DCのヴァーティゴ・コミックスでは、スーパーヒーロー・ファンタジーの外に潜む神秘的で厳しい暗黒の現実が語られることが多くなっている。ヴァーティゴ・シリーズには、より一般的な生活に関連する存在が登場するが、どちらのユニバースにも空想上の領域やこの世ならざる次元が存在する。魔法は物理的な世界では強力すぎて、適切にコントロールしないと、魔法を利用することで現実を歪めたり、破壊したりすることがある（例えば、秩序の主がある事象に屈すると、混沌の主も屈する）。

### その他の次元
DCユニバースにはいくつかの異なる次元が存在しており、中でもパラレル・アースは、アンチ・モニターによって現実が改変された際に消滅した（ただし、パラレル・アースを題材にした物語は、その後も様々な理由をつけて登場している）。しかし、クワードの反物質宇宙、パックス次元、5次元、ブリードなど、他の次元も存在する。ファントム・ゾーンのような監獄次元は、従来の方法では封じ込められないほど強力な超能力を持つ犯罪者を収容するためのものである。次元は多くの宇宙を構成しており、そのうちのいくつかは超自然的な力や力を引き出す要素の助けを借りて創造・破壊されている。同様に、特定の次元は、競合する会社から、または競合他社に吸収された会社から、さまざまな漫画会社のヒーローが相互作用するためのクロスオーバーの機会として機能している。前者の例としては、DCコミックスとマーベル・コミック、後者の例としては、ワイルドストーム・コミックスが挙げられる。後者の例としては、DCがフォーセット・コミックス、クオリティ・コミックス、チャールトン・コミックスを買収し、オリジナルのキャプテン・マーベル、プラスチックマン、キャプテン・アトムをDCのコンティニュイティに吸収したことが挙げられる。このように、元々は異なる会社から出版されていたヒーローが同じフィクション・ユニバースの一部となり、そのようなキャラクター同士の交流は、もはや会社間のクロスオーバーとは見なされないのである。
また、マーベル・コミック・ユニバースは、数あるオルタナティブ・ユニバースのひとつとして、DCユニバースにも存在すると言われている。逆に、マーベル・ユニバースについてもそのことが言える。これは、両社が共同で出版している様々なクロスオーバーストーリーを説明する方法のひとつである。

#### 天国と地獄
天国と地獄はDCユニバースにも存在するが、同じ連続性ではないかもしれない。ヴァーティゴ・ユニバースとDCユニバースのシリーズではバージョンが異なり、ヴァーティゴ・ユニバースの作家は宗教や神話に関連して描いているのに対し、DCUの作家はファンタジーを語る傾向がある。

#### スピード・フォース
スピード・フォースは、DCユニバースのスピードスターにパワーを提供する異次元のエネルギー源である。スピード・フォースにアクセスすると、信じられないほどの速度で、光よりもさらに速く走ることができ、タイムストリームに出入りすることもできる。これにより、制御の程度は限られているが、時間の経過とともに移動する。スピードフォースは、死んだスピードスターの一種のヴァルハラとしても機能する。『ザ・フラッシュ: リバース』は、バリー・アレンが彼をフラッシュに変えた事故以来、スピードフォースの生きたジェネレーターであることを明らかにしている。

#### タイムストリーム
このユニバースでは、光速よりも速く移動することを含め、いくつかの手段で時間を移動することが可能である。特に1,000年後の未来から来たリージョン・オブ・スーパーヒーローズはタイムトラベル技術を持っており、現代ではリップ・ハンターがその技術の権威である。本来、過去を変えることや、2つの場所に同時に存在することは不可能であった（タイムトラベラーが既に存在する時代に現れた場合、その間は無力で見えない幻となってしまう）。しかし、インフィニット・アースの危機でアンチモニターが時間の初めに歴史を変えようとしたことで、すべてが変わった。また、現在はハイパータイムと呼ばれる別の現実がいくつも存在している。歴史を変えられないようにするために、リニア・メンと呼ばれるグループが結成された。また、レギオンの敵であるタイムとラッパーと呼ばれる巨大な力を持つ存在は、タイムストリームを操り、「ポケットユニバース」を作ることでも知られている。

## DCユニバース・コミックス
- 『DCユニバース: レガシーズ（英語版）』
- 『DCユニバース・オンライン: レジェンズ（英語版）』

## その他のメディア
- DCユニバース・ロールプレイングゲーム（英語版）

### 映画
- DCコミックス原作の映画（英語版）：
  - スーパーマンの映画
  - バットマンの映画
  - DCフィルムズ
  - フラッシュの映画（英語版）
- DCエクステンデッド・ユニバース (DCEU)
- DCユニバース (DCU)
- LEGO ムービー（レゴDCユニバースが含まれるマルチバースを舞台とする）

### テレビ
- DCコミックス原作のテレビシリーズ一覧（英語版）
- 『ARROW/アロー』 、『THE FLASH/フラッシュ』 、 『レジェンド・オブ・トゥモロー』、『SUPERGIRL/スーパーガール』、『ビクセン（英語版）』、『ブラックライトニング（英語版）』、『BATWOMAN/バットウーマン』（アローバース）として知られる同じマルチバースを舞台とする）。
- DCユニバース（英語版）

### アニメーション
- 『DCアニメイテッドユニバース』
- 『DCユニバース・アニメイテッド・オリジナル映画（英語版）』
- 『ティーン・タイタンズ』
- 『ティーン・タイタンズGO!』
- 『ヤング・ジャスティス』